# Парк Алдо Аньязі

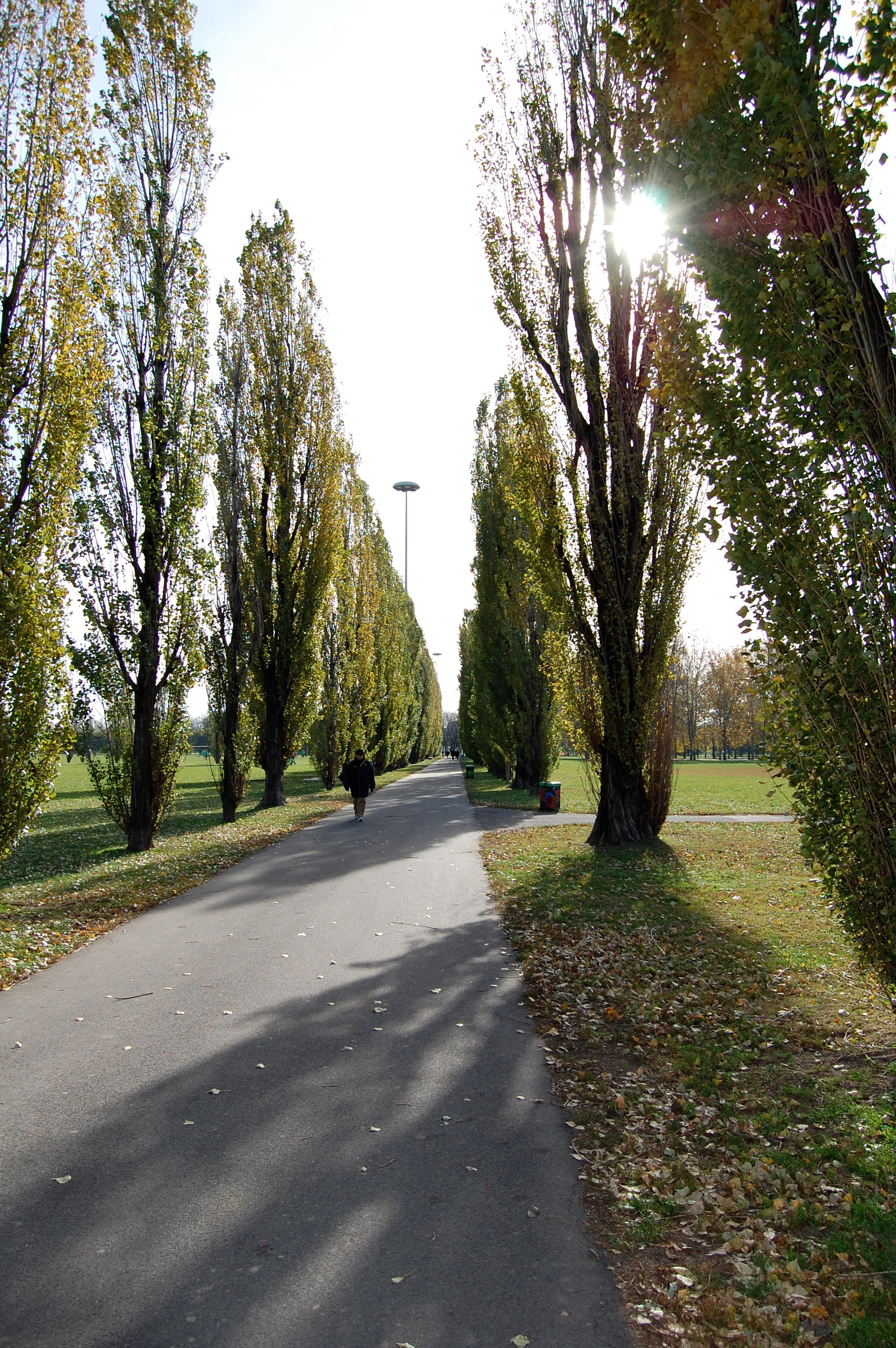
Стежками парку

45°29′4.01″ пн. ш. 9°6′26.05″ сх. д. / 45.4844472° пн. ш. 9.1072361° сх. д.
Парк Тренно — один з найбільших парків Мілана, характерний великими газонами і довгими прямими стежками. 
Розташований на кордоні між 7 і 8 зонами в північно-західному районі міста, поблизу однойменного села Тренно та іподрому Сан-Сіро.

## Історія
Сучасна територія парку Тренно до кін. 70 років. минулого століття активно оброблялася, на сьогодні зберігає статус сільськогосподарських земель. В парку розташовані дві кашіни: Cassinetta di Trenno на півночі та Cascina Bellaria на півдні. Два джерела течуть по території парку: Santa Maria та Cagnola.
Парк містить також кладовище полеглих на війні і два CTS (молодіжні центри для відпочинку).

## Спорт у парку
У парку є майданчики, обладнані для гри в бочче, теніс, футбол, велосипедні доріжки (можуть використовуватись для бігу), маршрут життя.
Найпопулярнішим видом спорту в парку Тренно є футбол: в неділю зранку тут непроштовхнутись. Поля, обладнані для футболу, не є численними, тому деякі групи приносять портативне обладнання, яке демонтують після гри.

## Флора
Псевдотсуга Мензіса, Ялина європейська, клен, Айлант, береза, Глід одноматочковий, ясен, шовковиця, в'яз, вільха, сосна, тополя, чорна тополя, верба, сливи, червоний дуб, робінія псевдоакація, липа, тюльпан.